# Gerhát László
Gerhát László (Gödöllő, 1964. január 13. –) zongoraművész és -tanár, karmester. A Kecskeméti Szimfonikus Zenekar újjászervezője és vezető karmestere.

## Élete
Édesapja zenetanár, édesanyja óvónő. Meglehetősen későn, hetedikes általános iskolai tanulóként fogott csak komoly hangszetanulásba. A kecskeméti Kodály Zoltán Ének-zenei Általános Iskola, Gimnázium és Zeneművészeti Szakközépiskolában kezdte zongoratanulmányait Kelemen Józsefné növendékeként, innen egy évre a budapesti Bartók Béla Konzervatóriumba került. Felsőfokú zenei tanulmányait Fülep Tamás diákjaként a Zeneakadémia tanárképző intézetében kezdte, ahol 1986-ban tanári oklevelet, majd a művészképzőn Solymos Péternél zongora művész-tanári diplomát szerzett. Ezután karmesterképzőt végzett Gál Tamás és Lukács Ervin irányításával.
1988-ban a Magyar Rádió Gyermekkórusa mellett működő iskolában kezdte zongoratanári pályáját, majd a Zeneakadémia győri tagozatán oktatott és vezette a városi zeneiskola és a főiskolai kar zenekarát.
1989-ben zongoratanárként és korrepetitorként visszatért egykori kecskeméti iskolájába. 2009-től a zeneművészeti szakközépiskolai rész szakmai irányítója.
1996-ban újjáalakította a válságos időszakot maga mögött tudó Kecskeméti Szimfonikus Zenekart. Vezető karmesterként olyan szintre emelte az együttest, hogy ma már a nemzetközi hangversenyélet neves művészei is szívesen lépnek fel velük. Gyakran tart a zenekarral ismeretterjesztő előadásokat is.
Versenyeken gyakori zsűritag. Több fővárosi orkeszternél volt vendégdirigens.
Zongoraművészként is a mai napig fellép. Rendszeresen négykezesezik feleségével, Gerhátné Papp Rita (Szombathely, 1965. március 2.) csembaló- és zongoraművésszel, aki több régizenei együttesnek is billentyűse, és szintén tanít a kecskeméti zeneiskolában.
Gerhát László presbiterként aktív részt vállal Bács-Kiskun megye székhelyének evangélikus gyülekezeti életéből is.

## Díjai, elismerései
- 1998 – Bács-Kiskun Megye Művészeti Díja
- 2006 – Kodály Zoltán-díj
- 2018 – Bács-Kiskun-Megyei Príma-díj